# Urban Explorer
Pour plus de détails, voir Fiche technique et Distribution.
Urban Explorer (également connu sous le nom de The Depraved ou Urban Explorer - Le sous-sol de l'horreur en français) est un film d'horreur allemand réalisé par Andy Fetscher et sorti en 2011. Le long métrage évoque l'exploration urbaine dans le Berlin souterrain. 

## Synopsis
Quatre jeunes explorateurs urbains venus des quatre coins du monde (un américain, une vénézuélienne, une sud-coréenne et une française) se retrouvent à Berlin pour explorer illégalement les galeries souterraines de l'Allemagne nazie. Accompagnée de Kris, son guide local, l'expédition se lance à travers un labyrinthe de tunnels, d'égouts et de catacombes à la recherche du Fahrerbunker (le bunker souterrain d'Hitler), centre de nombreuses légendes où ils s'attendent à trouver des peintures murales et autres vestiges nazis. Mais tout ne se passe pas comme prévu. 

## Distribution
- Nathalie Kelley (VF : Alice Taurand) : Lucia (surnommée « Mallory »)
- Nick Eversman : Denis (surnommé « Mickey »)
- Klaus Stiglmeier : Armin
- Max Riemelt : Kris (surnommé « Dante »)
- Brenda Koo : Juna (surnommée « Haiku »)
- Catherine De Léan : Marie (surnommée « Olympia »)
- Adolfo Assor : l'homme à la station de métro
- Johannes Klaußner : l'homme dans le métro
- Andreas Wisniewski : un néo-nazi

 Source et légende : version française (VF) sur RS Doublage

## Sortie
Urban Explorer est sorti pour la première fois le 24 juillet 2011 au Festival du film Fantasia à Montréal. 

## Accueil
Urban Explorer a reçu des critiques mitigées à négatives lors de sa sortie. 
En effet, Justin Lowe du Hollywood Reporter juge l'écriture du film assez pauvre : « En partant d'un concept intrigant et du décor unique de Berlin underground, le scénariste Martin Thau et le réalisateur Andy Fetscher gaspillent rapidement leur avantage avec un style visuel prosaïque, des personnages faiblement développés et un scénario prévisible. Une fois que le chaos s'ensuit, il reste peu d'investissement dans la survie des personnages ».  
Robert Koehler de Variety se montre néanmoins plus positif, louant le travail de Fetscher sur le film : « son travail solitaire à la direction, la prise de vue et au montage s'avère cruciale, affichant un équilibre entre l'artisanat et la patience dans la construction de couches de suspense dans un décor horrible qui dépasse le pire cauchemar de tout explorateur urbain ». Gareth Jones de Dread Central attribue au film une note de 3/5, écrivant : « En fin de compte, c'est efficace et indiscutablement horrible. Il est néanmoins regrettable qu'il faille autant de temps au film pour arriver là où il va ». 